# Tybaertiella
Tybaertiella es un género de arañas araneomorfas de la familia Linyphiidae. Se encuentra en África.

## Lista de especies
Según The World Spider Catalog 12.0:
- Tybaertiella convexa (Holm, 1962)
- Tybaertiella krugeri (Simon, 1894)
- Tybaertiella peniculifera Jocqué, 1979